# العلاقات الجورجية السيراليونية
العلاقات الجورجية السيراليونية هي العلاقات الثنائية التي تجمع بين جورجيا وسيراليون.

## مقارنة بين البلدين
هذه مقارنة عامة ومرجعية للدولتين:
| وجه المقارنة                                              | جورجيا                          | سيراليون       |
| --------------------------------------------------------- | ------------------------------- | -------------- |
| المساحة (كم2)                                             | 69.70 ألف                       | 71.74 ألف      |
| عدد السكان (نسمة)                                         | 3.72 مليون                      | 7.56 مليون     |
| الكثافة السكانية (ن./كم²)                                 | 53.37                           | 105.38         |
| العاصمة                                                   | تبليسي، كوتايسي                 | فريتاون        |
| اللغة الرسمية                                             | اللغة الجورجية، اللغة الأبخازية | لغة إنجليزية   |
| العملة                                                    | لاري جورجي                      | ليون سيراليوني |
| الناتج المحلي الإجمالي (بليون دولار)                      | 15.16 مليار                     | 3.77 مليار     |
| الناتج المحلي الإجمالي (تعادل القوة الشرائية) بليون دولار | 35.68 مليار                     | 10.13 مليار    |
| الناتج المحلي الإجمالي الاسمي للفرد دولار أمريكي          | 3.79 ألف                        | 653            |
| الناتج المحلي الإجمالي للفرد دولار أمريكي                 |                                 | 1.97 ألف       |
| مؤشر التنمية البشرية                                      | 0.754                           | 0.413          |
| رمز المكالمات الدولي                                      | +995                            | +232           |
| رمز الإنترنت                                              | .ge، .გე ‏                       | .sl            |
| المنطقة الزمنية                                           | ت ع م+04:00                     | 00             |

## منظمات دولية مشتركة
يشترك البلدان في عضوية مجموعة من المنظمات الدولية، منها:
| علم المنظمة | اسم المنظمة                   | تاريخ انضمام جورجيا | تاريخ انضمام سيراليون |
| ----------- | ----------------------------- | ------------------- | --------------------- |
|             | مؤسسة التنمية الدولية         | 31 أغسطس 1993       | 13 نوفمبر 1962        |
|             | يونسكو                        | 7 أكتوبر 1992       | 28 مارس 1962          |
|             | مؤسسة التمويل الدولية         | 29 يونيو 1995       | 10 سبتمبر 1962        |
|             | الأمم المتحدة                 | 31 يوليو 1992       | 27 سبتمبر 1961        |
|             | الاتحاد الدولي للاتصالات      | 7 يناير 1993        | 30 ديسمبر 1961        |
|             | البنك الدولي للإنشاء والتعمير | 7 أغسطس 1992        | 10 سبتمبر 1962        |
|             | الاتحاد البريدي العالمي       | ?                   | ?                     |
|             | منظمة التجارة العالمية        | 14 يونيو 2000       | ?                     |

## وصلات خارجية
- موقع وزارة الخارجية الجورجية